# 范迪弗 (阿拉巴馬州)
范迪弗（英語：Vandiver）是一個位於美國阿拉巴馬州謝爾比縣的非建制地區和人口普查指定地區。根據2010年美國人口普查，該地人口為1168人，而該地的面積約為54.41平方千米。

## 地理
范迪弗的座標為33°28′14″N 86°30′48″W / 33.47056°N 86.51333°W，而該地最高點為海拔高度162米（即531英尺）。